# Southbya grollei
Southbya grollei là một loài rêu trong họ Arnelliaceae. Loài này được N. Kitag. mô tả khoa học đầu tiên năm 1973. Danh pháp khoa học của loài này chưa được làm sáng tỏ. 